# François Bonlieu
François Pierre Philippe Bonlieu (* 21. März 1937 in Juvincourt-et-Damary; † 18. August 1973 in Cannes) war ein französischer Skirennläufer. Bonlieu gehörte seit seinem 15. Lebensjahr der französischen Skinationalmannschaft an.
Bei den Alpinen Skiweltmeisterschaften 1954 in Åre gewann er Silber und 1958 bei den Weltmeisterschaften in Bad Gastein Bronze im Riesenslalom. Seinen größten Erfolg feierte er, als er bei den Olympischen Spielen 1964 in Innsbruck im Riesenslalom vor Karl Schranz und Josef Stiegler Gold gewann.
1958 und 1959 wurde Bonlieu vierfacher französischer Meister – zweimal im Riesenslalom und je einmal im Slalom und in der Kombination. Außerdem siegte er am 10. März 1963 im Slalom und in der Kombination (daher auch „Diamant-Ehrenzeichen“) bei den in Chamonix gefahrenen Kandaharrennen, bereits am 8. Februar 1959 hatte er den Kandahar-Slalom in Garmisch-Partenkirchen gewonnen. Am 6. Januar 1964 gewann er den Slalom in Hindelang.
Bei seinem ersten Antreten wurde er bereits Weltmeister der Profis im Riesenslalom, der in zwei Läufen absolviert wurde (31. Januar 1965 am Gschwandtkopf in Seefeld in Tirol); er gewann mit 0,47 s Vorsprung vor Hias Leitner; Rang 3 ging an Adrien Duvillard; bester Schweizer war Roland Bläsi auf Rang 8. Nach dem ersten Lauf hatte Leitner mit 0,14 s Vorsprung auf Bonlieu geführt.
Mit 36 Jahren wurde Bonlieu bei einem Streit in Cannes getötet. Seine Schwester Édith Bonlieu war mit Abfahrts-Olympiasieger Jean Vuarnet verheiratet – sie und ihr Sohn wurden Opfer der Sonnentempler-Sekte.